# Skip Away
Skip Away (1995-2010), est un cheval de course pur-sang américain, élu cheval de l'année aux États-Unis en 1998 et membre du Hall of Fame des courses américaines.    

## Carrière de course
Élevé en Floride, Skip Away passe en vente à la breeze-up (vente de poulains de 2 ans qui, avant de passer sur le ring, font un essai chronométré en piste devant leurs éventuels acquéreurs). Sonny Hine, entraîneur du côté de New York, cherche un cheval gris à offrir à sa femme Carolyn pour que celle-ci, souffrant de problèmes de vue, puisse bien le repérer dans un peloton. Il jette son dévolu sur ce poulain qui lui coûte une somme relativement modeste, 30 000 dollars. Avec ses seuls gains en courses, Skip Away en rapportera trois cents fois plus. Avant cela, les débuts du poulain sont relativement discrets. Il décroche son maiden en août mais en fin d'année il manque la victoire de peu, et par deux fois, dans des groupe 2.
À 3 ans, Skip Away s'affirme de plus en plus comme un prétendant aux épreuves de la Triple Couronne. Sa troisième place dans le Florida Derby derrière le vainqueur l'année précédente de la Breeders' Cup Juvenile, Unbridled's Song, atteste son sérieux, et plus encore son succès dans une préparatoire prisée au Kentucky Derby, les Blue Grass Stakes, face à Louis Quatorze. Mais sa prestation dans le Derby est calamiteuse, il finit à 10 longueurs de Grindstone. En appel dans les Preakness Stakes, Il se réhabilite en terminant deuxième de Louis Quatorze et réédite dans les Belmont Stakes, cette fois derrière Editor's Note. Skip Away décroche son premier groupe 1 à l'été dans le Haskell Invitational Handicap, prend la troisième place des Travers Stakes et finit l'année en beauté en remportant le Woodbine Million et surtout la prestigieuse Jockey Club Gold Cup d'une tête devant le grand champion Cigar, qui venait de remporter 17 de ses 18 dernières courses. Comme aucun poulain n'a vraiment régné sur les classiques du printemps, la fin de saison de Skip Away, et notamment sa victoire contre Cigar, lui vaut le titre de 3 ans de l'année. 
L'année suivante, Skip Away ne remporte que quatre des onze courses qu'il dispute mais ne descend jamais du podium. Et il s'est trouvé une bête noire : Formal Gold, 4 ans comme lui et une vitesse de base hors normes qui lui vaut d'avoir décroché le quatrième plus haut score de l'histoire sur l'échelle du Beyer Speed Figure, un système de rating purement américain basé sur le chronomètre créé en 1975 (il a obtenu un 126, Skip Away un 125). Formal Gold sort vainqueur de quatre de leurs six confrontations, mais en termes de palmarès la comparaison s'arrête là, d'autant que Formal Gold met un terme à sa carrière après les Woodward Stakes. La voie est libre pour Skip Away, qui s'offre un doublé dans la Jockey Club Gold Cup et une consécration dans la Breeders' Cup Classic, qu'il survole avec six longueurs d'avance sur ses poursuivants. Au moment d'élire le cheval d'âge de l'année, l'hésitation est permise, mais c'est Skip Away qui est sacré aux dépens de Formal Gold, plus doué peut-être, mais nanti d'un palmarès moins fourni, roi sans couronne. Pour le titre suprême de cheval de l'année, en revanche, Skip Away doit s'incliner face au phénomène Favorite Trick, invaincu en huit courses, qui devient le premier 2 ans sacré cheval de l'année depuis Secretariat en 1972. Sur les 299 votes exprimés, 118 lui reviennent, contre 88 pour Skip Away et 8 pour Formal Gold. Dépité, Sonny Hine déclare : "Ils ont le trophée, nous avons l'argent". Il est vrai que Skip Away est alors multimillionnaire.      
Débarrassé de son rival, Skip Away se montre à la hauteur de ses lauriers en réalisant une année 1998 parfaite : sept courses, sept victoires entre février et septembre et cinq nouveaux groupe 1 dans la musette. Presque parfaite en réalité, car la fatigue se fait sentir après sa victoire face au champion argentine Gentlemen dans les Woodward Stakes, et au moment où il tente d'imiter le légendaire Kelso, seul cheval à avoir remporté plus de deux fois la Jockey Club Gold Cup (et même cinq fois, en ce qui le concerne) : il est nettement battu. Et il ne deviendra pas non plus le premier cheval à conserver son titre dans la Breeders' Cup Classic : il finit sixième à distance du duel entre Awesome Again et Silver Charm. Il est temps de rentrer au haras. Skip Away obtient enfin le titre suprême de Cheval de l'année, devançant aux votes le 3 ans Real Quiet, qui avait manqué d'un nez la Triple Couronne. Au mérite et au vu des dix groupe 1 que compte son palmarès, qui lui permettent de flirter avec la barre des 10 millions de dollars de gains. Sur la liste des 100 meilleurs chevaux de sport hippique américain du XXe siècle établie en 1999 par le magazine The Blood-Horse, il occupe le 32e rang. Le Hall of Fame des courses américaines l'attend, il y est admis en 2004. 

### Résumé de carrière
| Date         | Hippodrome      | Pays        | Course                        | Statut      | Distance    | Jockey         | Place       | Écart       | Vainqueur ou deuxième |
| 1995, 2 ans  | 1995, 2 ans     | 1995, 2 ans | 1995, 2 ans                   | 1995, 2 ans | 1995, 2 ans | 1995, 2 ans    | 1995, 2 ans | 1995, 2 ans | 1995, 2 ans           |
| ------------ | --------------- | ----------- | ----------------------------- | ----------- | ----------- | -------------- | ----------- | ----------- | --------------------- |
| 16 juin      | Monmouth Park   | États-Unis  | Maiden                        |             | 1 000 m     | C. Marquez Jr. | 4e / 10     | 8 ¾         | Cold Snap             |
| 9 juillet    | Monmouth Park   | États-Unis  | Guildido Time Stakes          |             | 1 000 m     | C. Marquez Jr. | 2e / 7      | 1 ½         | Cold Snap             |
| 16 août      | Monmouth Park   | États-Unis  | Maiden                        |             | 1 600 m     | R. Wilson      | 1er / 8     | 12 ¼        | Clashby Night         |
| 6 octobre    | Meadowlands     | États-Unis  | World Appeal Stakes           |             | 1 600 m     | R. Wilson      | 3e / 10     | 3 ¼         | Spicy Fact            |
| 29 octobre   | Belmont Park    | États-Unis  | Cowdin Stakes                 | Gr. 2       | 1 600 m     | R. Wilson      | 2e / 8      | nez         | Gator Dancer          |
| 25 novembre  | Aqueduct        | États-Unis  | Remsen Stakes                 | Gr. 2       | 1 800 m     | J. Bailey      | 2e / 11     | enc.        | Tropicool             |
| 1996, 3 ans  |                 |             |                               |             |             |                |             |             |                       |
| 10 janvier   | Gulfstream      | États-Unis  | Allowance                     |             | 1 700 m     | J. Bailey      |             |             | Blushing Jim          |
| 10 février   | Gulfstream      | États-Unis  | Allowance                     |             | 1 700 m     | S. Sellers     | 1er / 12    | 12          | Hedge                 |
| 16 mars      | Gulfstream      | États-Unis  | Florida Derby                 | Gr. 1       | 1 800 m     | S. Sellers     | 3e / 9      | 1/2         | Unbridled's Song      |
| 13 avril     | Keeneland       | États-Unis  | Blue Grass Stakes             | Gr. 2       | 1 800 m     | S. Sellers     | 1er / 7     | 6           | Louis Quatorze        |
| 4 mai        | Churchill Downs | États-Unis  | Kentucky Derby                | Gr. 1       | 2 000 m     | S. Sellers     | 12e / 19    | 10          | Grindstone            |
| 18 mai       | Pimlico         | États-Unis  | Preakness Stakes              | Gr. 1       | 1 900 m     | S. Sellers     | 2e / 12     | 3 ¼         | Louis Quatorze        |
| 8 juin       | Belmont Park    | États-Unis  | Belmont Stakes                | Gr. 1       | 2 400 m     | J. Santos      | 2e / 14     | 1           | Editor's Note         |
| 23 juin      | Thistledown     | États-Unis  | Ohio Derby                    | Gr. 2       | 1 800 m     | J. Santos      | 1er / 10    | 3 ½         | Victory Speech        |
| 4 août       | Monmouth Park   | États-Unis  | Haskell Invitational Handicap | Gr. 1       | 1 800 m     | J. Santos      | 1er / 7     | 1           | Dr. Caton             |
| 24 août      | Saratoga        | États-Unis  | Travers Stakes                | Gr. 1       | 2 000 m     | J. Santos      | 3e / 7      | 1 ¾         | Will's Way            |
| 15 septembre | Woodbine        | États-Unis  | Woodbine Million Stakes       | Gr. 1       | 1 800 m     | S. Sellers     | 1er / 7     | 4           | Victor Cooley         |
| 5 octobre    | Belmont Park    | États-Unis  | Jockey Club Gold Cup          | Gr. 1       | 2 000 m     | S. Sellers     | 1er / 6     | tête        | Cigar                 |
| 1997, 4 ans  |                 |             |                               |             |             |                |             |             |                       |
| 8 février    | Gulfstream      | États-Unis  | Donn Handicap                 | Gr. 1       | 1 800 m     | S. Sellers     | 2e / 10     | 1 ¼         | Formal Gold           |
| 1er mars     | Gulfstream      | États-Unis  | Gulfstream Park Handicap      | Gr. 1       | 2 000 m     | S. Sellers     | 2e / 6      | 2 ¼         | Mt.Sassafras          |
| 20 avril     | Lone Star       | États-Unis  | Texas Mile Stakes             | Listed      | 1 600 m     | S. Sellers     | 3e / 7      | 7 ½         | Isitingood            |
| 10 mai       | Pimlico         | États-Unis  | Pimlico Special               | Gr. 1       | 1 900 m     | S. Sellers     | 2e / 8      | 1/2         | Gentlemen             |
| 31 mai       | Suffolk         | États-Unis  | Massachusetts Handicap        | Gr. 3       | 1 800 m     | S. Sellers     | 1er / 6     | tête        | Formal Gold           |
| 4 juillet    | Belmont Park    | États-Unis  | Suburban Handicap             | Gr. 2       | 2 000 m     | S. Sellers     | 1er / 6     | 1 ½         | Will's Way            |
| 2 août       | Saratoga        | États-Unis  | Whitney Handicap              | Gr. 1       | 1 800 m     | S. Sellers     | 3e / 6      | 6 ½         | Will's Way            |
| 23 août      | Monmouth Park   | États-Unis  | Philip H. Iselin Handicap     | Gr. 2       | 1 700 m     | S. Sellers     | 2e / 4      | 5 ¼         | Formal Gold           |
| 20 septembre | Belmont Park    | États-Unis  | Woodward Stakes               | Gr. 1       | 2 000 m     | S. Sellers     | 2e / 5      | 5 ½         | Formal Gold           |
| 18 octobre   | Belmont Park    | États-Unis  | Jockey Club Gold Cup          | Gr. 1       | 2 000 m     | J. Bailey      | 1er / 7     | 6 ½         | Instant Friendship    |
| 8 novembre   | Hollywood Park  | États-Unis  | Breeders' Cup Classic         | Gr. 1       | 2 000 m     | M. Smith       | 1er / 9     | 6           | Deputy Commander      |
| 1998, 5 ans  |                 |             |                               |             |             |                |             |             |                       |
| 7 février    | Gulfstream      | États-Unis  | Donn Handicap                 | Gr. 1       | 1 800 m     | J. Bailey      | 1er / 10    | 2 ¾         | Unruled               |
| 28 février   | Gulfstream      | États-Unis  | Gulfstream Park Handicap      | Gr. 1       | 2 000 m     | J. Bailey      | 1er / 6     | 2 ¼         | Unruled               |
| 9 mai        | Pimlico         | États-Unis  | Pimlico Special               | Gr. 1       | 1 900 m     | J. Bailey      | 1er / 5     | 3 ¼         | Precocity             |
| 30 mai       | Suffolk Downs   | États-Unis  | Massachusetts Handicap        | Gr. 3       | 1 800 m     | J. Bailey      | 1er / 5     | 4 ¼         | Puerto Madero         |
| 28 juin      | Hollywood Park  | États-Unis  | Hollywood Gold Cup            | Gr. 1       | 2 000 m     | J. Bailey      | 1er / 8     | 1 ¾         | Puerto Madero         |
| 30 août      | Monmouth Park   | États-Unis  | Philip H. Iselin Handicap     | Gr. 2       | 1 700 m     | J. Bailey      | 1er / 7     | nez         | Stormin Fever         |
| 19 septembre | Belmont Park    | États-Unis  | Woodward Stakes               | Gr. 1       | 2 000 m     | J. Bailey      | 1er / 5     | 2 ¾         | Gentlemen             |
| 10 octobre   | Belmont Park    | États-Unis  | Jockey Club Gold Cup          | Gr. 1       | 2 000 m     | J. Bailey      | 3e / 6      | 10          | Wagon Limit           |
| 7 novembre   | Churchill Downs | États-Unis  | Breeders' Cup Classic         | Gr. 1       | 2 000 m     | J. Bailey      | 6e / 10     | 4           | Awesome Again         |

## Au haras
Ses origines ne prédisposaient pas Skip Away à un grand destin de reproducteur, mais son palmarès et son talent lui ont valu de commencer sa carrière à $ 50 000 la saillie. Il a effectué douze saisons de monte et terminé à $ 10 000, donnant quelques chevaux utiles mais pas de champions. Il meurt d'une crise cardiaque le 14 mai 2010 dans son paddock de Hopewell Farm à Midway, dans le Kentucky.  

## Origines
Skip Away est le principal titre de gloire de son père Skip Trial, triple lauréat de groupe 1, dont un doublé dans le Gulfstream Park Handicap. Il doit sa robe grise à sa modeste famille maternelle, et à sa mère Ingot Way, qui n'a pu donner au haras d'autres chevaux de valeur.  

### Pedigree
| Origines de Skip Away (USA), mâle gris né en 1993 | Origines de Skip Away (USA), mâle gris né en 1993 | Origines de Skip Away (USA), mâle gris né en 1993 | Origines de Skip Away (USA), mâle gris né en 1993 |
| ------------------------------------------------- | ------------------------------------------------- | ------------------------------------------------- | ------------------------------------------------- |
| Père Skip Trial 1982                              | Bailjumper 1974                                   | Damascus 1964                                     | Sword Dancer                                      |
| Père Skip Trial 1982                              | Bailjumper 1974                                   | Damascus 1964                                     | Kerala                                            |
| Père Skip Trial 1982                              | Bailjumper 1974                                   | Court Circuit 1964                                | Royal Vale                                        |
| Père Skip Trial 1982                              | Bailjumper 1974                                   | Court Circuit 1964                                | Cycle                                             |
| Père Skip Trial 1982                              | Looks Promising 1968                              | Promised Land 1954                                | Palestinian                                       |
| Père Skip Trial 1982                              | Looks Promising 1968                              | Promised Land 1954                                | Mahmoudess                                        |
| Père Skip Trial 1982                              | Looks Promising 1968                              | Fluoresee 1958                                    | Double Jay                                        |
| Père Skip Trial 1982                              | Looks Promising 1968                              | Fluoresee 1958                                    | Snow Flame                                        |
| Mère Ingot Way 1981                               | Diplomat Way 1964                                 | Nashua 1952                                       | Nasrullah                                         |
| Mère Ingot Way 1981                               | Diplomat Way 1964                                 | Nashua 1952                                       | Segula                                            |
| Mère Ingot Way 1981                               | Diplomat Way 1964                                 | Jandy 1949                                        | Princequillo                                      |
| Mère Ingot Way 1981                               | Diplomat Way 1964                                 | Jandy 1949                                        | Centenary                                         |
| Mère Ingot Way 1981                               | Ingot Way 1971                                    | Iron Ruler 1965                                   | Never Bend                                        |
| Mère Ingot Way 1981                               | Ingot Way 1971                                    | Iron Ruler 1965                                   | Obedient                                          |
| Mère Ingot Way 1981                               | Ingot Way 1971                                    | Glorious Night 1961                               | Dark Star                                         |
| Mère Ingot Way 1981                               | Ingot Way 1971                                    | Glorious Night 1961                               | Queen Fleet (famille 14-f)                        |